# 宝山镇 (宣威市)
宝山镇，是中华人民共和国云南省曲靖市宣威市下辖的一个镇。

## 行政区划
宝山镇下辖以下地区：
宝山村、海西村、被古村、厂房村、塘子村、戛立村、得马田村、包村、虎场村、安益村、乐红村、白戛村、太和村、德积村、摩布村和摩戛村。